# الشبكة لتنمية القدرات في التغذية
الشبكة لتنمية القدرات في التغذية' هي مجموعة تعمل للجنة الأمم المتحدة الدائمة المعنية بالتغذية. الأمم المتحدة الدائمة المعنية بالتغذية أنشأت مجموعة من مجموعات العمل على تنمية القدرات مع التعاون المشترك مع جامعة الأمم المتحدة. التقرير متوفرة على شبكة الإنترنت.